# Discografia di Aya Nakamura
La discografia di Aya Nakamura, cantante francese, è composta da quattro album in studio e oltre trenta singoli, di cui tredici in collaborazione con altri artisti.

## Album in studio
| Anno                                                                                          | Titolo e dettagli | Classifiche | Classifiche | Classifiche | Classifiche | Classifiche | Classifiche | Certificazioni                                                  |
| Anno                                                                                          | Titolo e dettagli | FRA         | BEL (FL)    | BEL (WA)    | ITA         | NLD         | SWI         | Certificazioni                                                  |
| --------------------------------------------------------------------------------------------- | --- | ----------- | ----------- | ----------- | ----------- | ----------- | ----------- | --------------------------------------------------------------- |
| 2017                                                                                          | Journal intime - Pubblicato: 25 agosto 2017 - Etichetta: Rec. 118, Parlophone, Warner France - Formati: CD, 2 LP, download digitale, streaming | 6           | 143         | 34          | —           | —           | —           | - FRA: Platino                                                  |
| 2018                                                                                          | Nakamura - Pubblicato: 2 novembre 2018 - Etichetta: Rec. 118, Parlophone, Warner France - Formati: CD, LP, download digitale, streaming        | 3           | 29          | 8           | 90          | 10          | 20          | - FRA: Diamante - BEL: Platino - CAN: Oro - DNK: Oro - ITA: Oro |
| 2020                                                                                          | Aya - Pubblicato: 13 novembre 2020 - Etichetta: Rec. 118, Warner France - Formati: CD, 2 LP, download digitale, streaming                      | 2           | 14          | 2           | —           | 36          | 8           | - FRA: Platino (2)                                              |
| 2023                                                                                          | DNK - Pubblicato: 27 gennaio 2023 - Etichetta: Rec. 118, Warner France - Formati: CD, 2 LP, download digitale, streaming                       | 1           | 65          | 2           | —           | —           | 6           | - FRA: Platino                                                  |
| "—" indica che l'opera non si è classificata o che non è stata pubblicata in quel territorio. | |             |             |             |             |             |             |                                                                 |

## Singoli

### Come artista principale
| Anno | Titolo                                      | Classifiche | Classifiche | Classifiche | Classifiche | Classifiche | Classifiche | Classifiche | Classifiche | Classifiche | Certificazioni | Album di provenienza |
| Anno | Titolo                                      | FRA         | BEL (FL)    | BEL (WA)    | GER         | ITA         | LUX         | NLD         | SPA         | SWI         | Certificazioni | Album di provenienza |
| --- | ------------------------------------------- | ----------- | ----------- | ----------- | ----------- | ----------- | ----------- | ----------- | ----------- | ----------- | --- | -------------------- |
| 2015 | Brisé                                       | —           | —           | —           | —           | —           | ×           | —           | —           | —           | - FRA: Oro | Journal intime       |
| 2016 | Oublier                                     | 96          | —           | —           | —           | —           | ×           | —           | —           | —           | | Journal intime       |
| 2016 | Super héros (feat. Gradur)                  | 34          | —           | —           | —           | —           | ×           | —           | —           | —           | | Journal intime       |
| 2017 | Comportement                                | 13          | —           | 40          | —           | —           | ×           | —           | —           | —           | - FRA: Diamante | Journal intime       |
| 2017 | Oumou sangaré                               | 116         | —           | —           | —           | —           | ×           | —           | —           | —           | - FRA: Oro | Journal intime       |
| 2017 | Angela                                      | 139         | —           | —           | —           | —           | ×           | —           | —           | —           | | Journal intime       |
| 2018 | Djadja (solo o feat. Loredana o Maluma)     | 1           | 16          | 16          | 43          | 23          | ×           | 1           | 5           | 29          | - FRA: Diamante - BEL: Platino (4) - CAN: Platino (2) - GER: Oro - ITA: Platino (2) - NLD: Platino (2) - SPA: Platino (4) - SWI: Oro - UK: Argento | Nakamura             |
| 2018 | Copines                                     | 1           | 74          | 7           | —           | —           | ×           | 46          | —           | 60          | - FRA: Diamante - BEL: Oro - ITA: Oro - SPA: Oro                                                                                                   | Nakamura             |
| 2018 | La dot                                      | 3           | —           | 32          | —           | —           | ×           | 115         | —           | 71          | - FRA: Diamante | Nakamura             |
| 2019 | Pookie (solo o feat. Lil Pump o Capo Plaza) | 5           | 18          | 9           | —           | 2           | ×           | —           | —           | 55          | - FRA: Diamante - BEL: Platino (3) - ITA: Platino (3)                                                                                              | Nakamura             |
| 2019 | Soldat                                      | 8           | —           | —           | —           | —           | ×           | —           | —           | —           | - FRA: Platino | Nakamura             |
| 2019 | 40%                                         | 4           | 65          | 30          | —           | —           | ×           | —           | —           | —           | - FRA: Diamante | Nakamura             |
| 2020 | Jolie nana                                  | 1           | 8           | 2           | —           | —           | ×           | 18          | —           | 4           | - FRA: Diamante - BEL: Platino (2) | Aya                  |
| 2020 | Doudou                                      | 6           | 70          | 40          | —           | —           | ×           | —           | —           | 61          | - FRA: Diamante | Aya                  |
| 2021 | Bobo                                        | 3           | —           | 23          | —           | —           | ×           | —           | —           | 22          | - FRA: Diamante | /                    |
| 2022 | Dégaine (feat. Damso)                       | 1           | —           | 15          | —           | —           | 17          | —           | —           | 19          | - FRA: Diamante | /                    |
| 2022 | Méchante                                    | 27          | —           | —           | —           | —           | —           | —           | —           | —           | | /                    |
| 2022 | VIP                                         | 39          | —           | —           | —           | —           | —           | —           | —           | —           | - FRA: Oro | /                    |
| 2022 | SMS                                         | 16          | —           | —           | —           | —           | —           | —           | —           | —           | - FRA: Oro | DNK                  |
| 2023 | Baby                                        | 2           | —           | 8           | —           | —           | 15          | —           | —           | 22          | - FRA: Diamante | DNK                  |
| 2023 | Daddy (feat. SDM)                           | 6           | —           | —           | —           | —           | —           | —           | —           | 99          | - FRA: Oro | DNK                  |
| 2024 | Hypé (solo o feat. Ayra Starr)              | 2           | —           | —           | —           | —           | —           | —           | —           | 50          | - FRA: Diamante - BEL: Oro | /                    |
| 2024 | Doggy                                       | 19          | —           | —           | —           | —           | —           | —           | —           | —           | - FRA: Oro | /                    |
| 2025 | Chimiyé                                     | 53          | —           | —           | —           | —           | —           | —           | —           | —           | | /                    |
| 2025 | Baddies (con Joé Dwèt Filé)                 | 7           | —           | 48          | —           | —           | —           | —           | —           | 81          | - FRA: Oro | /                    |
| "—" indica che l'opera non si è classificata o che non è stata pubblicata in quel territorio. "×" indica una classifica inesistente. |                                             |             |             |             |             |             |             |             |             |             | |                      |

### Come artista ospite
| Anno                                                                                          | Titolo                                                 | Classifiche | Classifiche | Classifiche | Certificazioni  | Album di provenienza           |
| Anno                                                                                          | Titolo                                                 | FRA         | BEL (WA)    | ITA         | Certificazioni  | Album di provenienza           |
| --------------------------------------------------------------------------------------------- | ------------------------------------------------------ | ----------- | ----------- | ----------- | --------------- | ------------------------------ |
| 2016                                                                                          | Love d'un voyou (Fababy feat. Aya Nakamura)            | 9           | 87          | —           | - FRA: Oro      | Ange et démon                  |
| 2017                                                                                          | Sorry (Abou Debeing feat. Aya Nakamura)                | 188         | —           | —           |                 | Debeinguerie                   |
| 2017                                                                                          | Bad Boy (Fally Ipupa feat. Aya Nakamura)               | 69          | —           | —           | - FRA: Platino  | Tokooos                        |
| 2017                                                                                          | Moi je vérifie (Naza feat. Dadju e Aya Nakamura)       | 185         | —           | —           |                 | Incroyable                     |
| 2018                                                                                          | Pourquoi tu forces? (DJ Erise feat. Aya Nakamura)      | 32          | —           | —           |                 | /                              |
| 2019                                                                                          | Follow Back (Dabs feat. Aya Nakamura)                  | 108         | —           | —           | - FRA: Oro      | Mainmise                       |
| 2021                                                                                          | C'est cuit (Major Lazer feat. Aya Nakamura e Swae Lee) | 72          | —           | —           | - FRA: Oro      | Music Is the Weapon (Reloaded) |
| 2021                                                                                          | Panama (Capo Plaza feat. Aya Nakamura)                 | —           | —           | 40          | - ITA: Oro      | Plaza                          |
| 2021                                                                                          | Sans moi (Franglish feat. Aya Nakamura)                | 40          | 41          | —           | - FRA: Oro      | Vibe                           |
| 2022                                                                                          | Contvct (Rsko feat. Aya Nakamura)                      | 32          | —           | —           | - FRA: Oro      | LMBD                           |
| 2023                                                                                          | Djo (Franglish feat. Hamza e Aya Nakamura)             | 18          | —           | —           |                 | MOOD3 (Glish)                  |
| 2024                                                                                          | Avec classe (Corneille feat. Trinix e Aya Nakamura)    | 21          | —           | —           | - FRA: Diamante | /                              |
| 2024                                                                                          | Chaleur (Werenoi feat. Aya Nakamura)                   | 19          | —           | —           | - FRA: Oro      | Pyramide                       |
| "—" indica che l'opera non si è classificata o che non è stata pubblicata in quel territorio. |                                                        |             |             |             |                 |                                |

## Altri brani entrati in classifica
| Anno | Titolo                        | Classifiche | Classifiche | Certificazioni | Album di provenienza |
| Anno | Titolo                        | FRA         | SPA         | Certificazioni | Album di provenienza |
| ---- | ----------------------------- | ----------- | ----------- | -------------- | -------------------- |
| 2023 | T'as peur (feat. Myke Towers) | 38          | 29          | - SPA: Platino | DNK                  |